# Cristallographie électronique

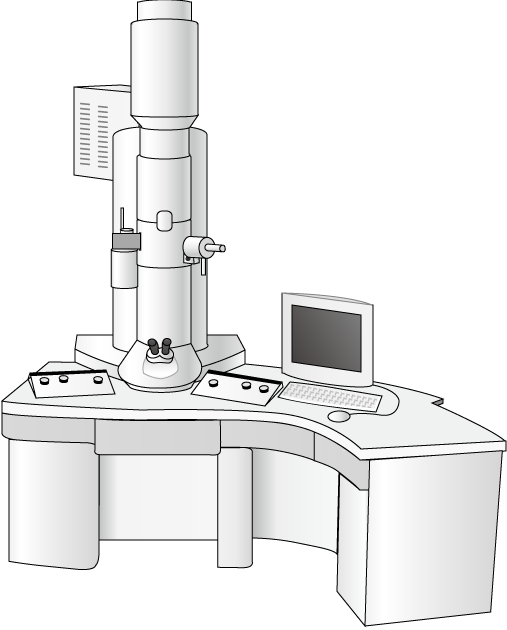
Illustration d'une installation MET

La cristallographie électronique est une méthode permettant de déterminer la disposition des atomes dans les solides à l'aide d'un microscope électronique en transmission (MET ou (en) TEM). Cela peut impliquer l’utilisation d’images de microscopie électronique en transmission à haute résolution (HRTEM), de diagrammes de diffraction électronique, dont la diffraction d'électrons à faisceau convergent, ou de combinaisons de ceux-ci. Elle a été capable de déterminer certaines structures globales, ainsi que des structures superficielles,. Il existe deux méthodes apparentées que sont la diffraction d'électrons lents (LEED), qui a permis de résoudre la structure de nombreuses surfaces, et la diffraction d'électrons de haute énergie en incidence rasante (RHEED), utilisée généralement pour observer les surfaces pendant la croissance.

## Comparaison avec la cristallographie aux rayons X
La cristallographie électronique peut compléter la cristallographie aux rayons X pour l'étude de très petits cristaux (inférieurs à 0,1 micromètre), à la fois inorganiques, organiques et de protéines, telles que les protéines membranaires, qui ne s'assemblent pas facilement en gros cristaux tridimensionnels requis pour ce processus. Les structures protéiques sont généralement déterminées à partir de cristaux bidimensionnels (feuillets ou hélices), de polyèdres tels que les capsides de virus ou de protéines individuelles dispersées. Les canons à électrons des microscopes MET peuvent être utilisés dans ces situations, contrairement aux rayons X, car les électrons interagissent plus fortement avec les atomes. Ainsi, les rayons X traverseront un mince cristal bidimensionnel sans diffracter de manière significative, alors que les électrons peuvent être utilisés pour former une image. À contrario, la forte interaction entre les électrons et les protons rend imperméables les cristaux épais (de couche tridimensionnelle supérieure à 1 μm) aux électrons qui ne traversent que des faibles épaisseurs.

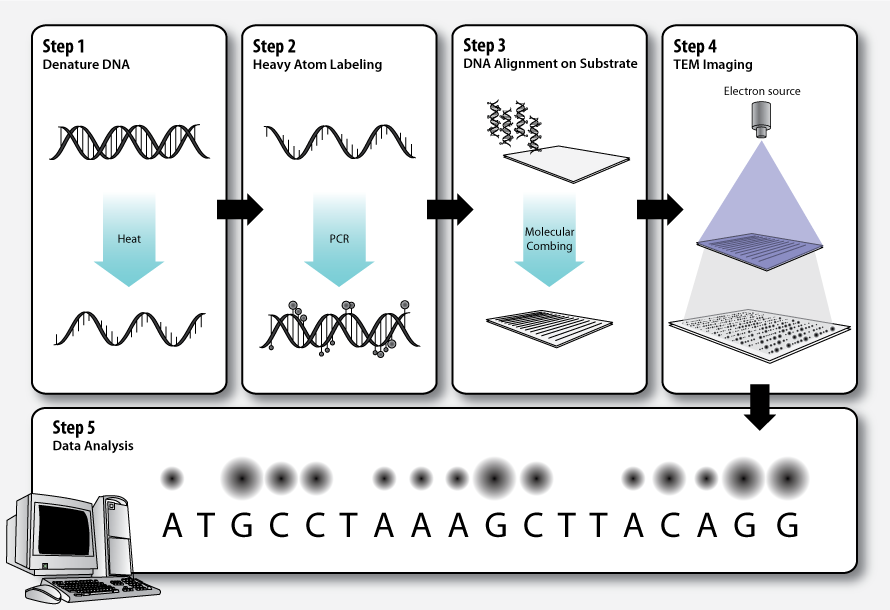

L'un des principaux écueils de la cristallographie aux rayons X demeure la difficulté de déterminer les phases du diagramme de diffraction. À cause de la complexité des lentilles pour les rayons X, l'image du cristal diffracté peut être brouillée et les informations de phase perdues. Les microscopes électroniques sont capables d'appréhender la structure atomique directement et les informations de phase du facteur de structure cristallographique peuvent en être déterminées expérimentalement à partir de la transformée de Fourier d'une image. Cette dernière, à résolution atomique se rapproche d'un diagramme de diffraction : avec des points de réseau réciproques reflétant la symétrie et la structure d'un cristal. Le physicien et chimiste britannique Aaron Klug a compris que les informations de phase pouvaient être lues directement dans la transformée de Fourier d'une image de microscopie électronique numérisée, au moyen d'ordinateurs, et ce dès 1968. Pour cela, ainsi que pour ses études sur les structures virales et l'ARN de transfert, Klug a reçu le prix Nobel de chimie en 1982.

## Dommages causés par les radiations
Les radiations altèrent notamment les molécules organiques et les protéines lors de leur imagerie, ce qui constitue un inconvénient à la fois à la cristallographie aux rayons X et à la cristallographie électronique, limitant ainsi la résolution pouvant être obtenue. C'est particulièrement gênant pour la cristallographie électronique, où les dommages causés par les radiations se concentrent sur une cible de beaucoup moins d’atomes. Pour limiter les dommages causés par les radiations, on utilise la cryomicroscopie électronique, où les échantillons sont soumis à une cryoconservation et l'imagerie a lieu à des températures d'azote liquide ou même d'hélium liquide. Ce problème fait que la cristallographie aux rayons X est plus apte à déterminer la structure des protéines particulièrement vulnérables aux dommages causés par les radiations. Les dommages causés par les radiations ont été récemment étudiés à l'aide de MicroED (en), de minces cristaux tridimensionnels congelés et hydratés.

## Structures protéiques déterminées par cristallographie électronique
La première cristallographie électronique d'une structure protéique à atteindre une résolution d'ordre atomique était celle de la bactériorhodopsine, opérée par Richard Henderson et ses collègues dans le cadre du Conseil de la recherche médicale du Laboratory of Molecular Biology de Cambridge en 1990. Pourtant, déjà en 1975, Unwin et Henderson avaient déterminé la première structure protéique membranaire à résolution intermédiaire (7 Ångström), montrant pour la première fois la structure interne d'une protéine membranaire, avec ses hélices alpha perpendiculaires au plan de la membrane. Dès lors, plusieurs autres structures à haute résolution ont été déterminées par cristallographie électronique, notamment l'antenne collectrice de la chlorophylle, le récepteur nicotinique de l'acétylcholine, et le flagelle bactérien. La structure protéique captée avec la plus haute résolution par cristallographie électronique de cristaux 2D est celle de l'aquaporine-0 du canal hydrique. En 2012, Jan Pieter Abrahams et ses collègues ont étendu la cristallographie électronique aux nanocristaux de protéines tridimensionnelles par diffraction électronique par rotation (RED). 

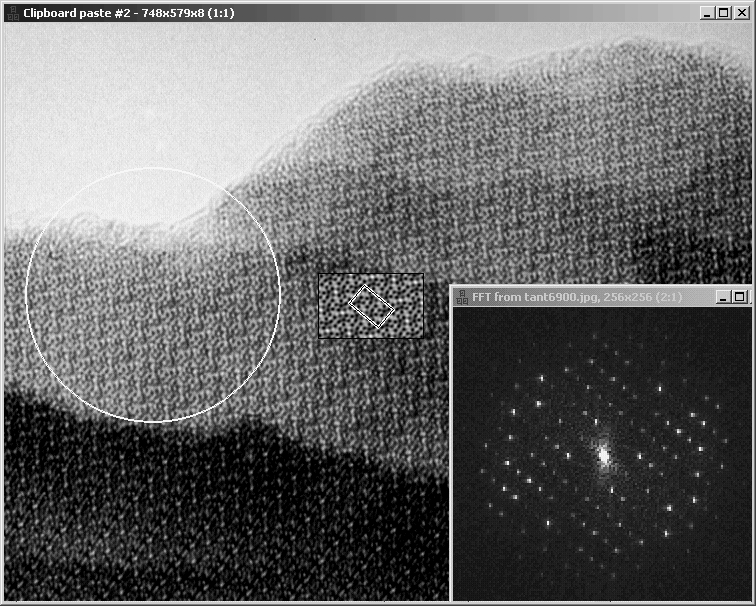
Image en microscopie électronique d'un oxyde de tantale inorganique, avec sa transformée de Fourier, en médaillon. Remarquez comment l'apparence change de la région fine supérieure à la région inférieure plus épaisse. La cellule unitaire de ce composé mesure environ 15 sur 25 Å. Elle est entourée au centre de la figure, à l'intérieur du résultat du traitement d'image, où la symétrie a été prise en compte. Les points noirs montrent clairement tous les atomes de tantale. La diffraction s'étend à 6 ordres dans la direction 15 Å et à 10 ordres dans la direction perpendiculaire. Ainsi la résolution de l'image EM est de 2,5 Å (15/6 ou 25/10). Cette transformée de Fourier calculée contient à la fois des amplitudes (comme on le voit) et des phases (non affichées).

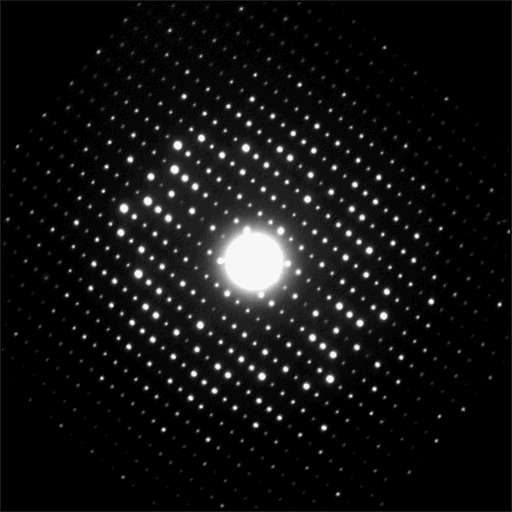
Diagramme de diffraction électronique du même cristal d'oxyde de tantale inorganique présenté ci-dessus. Notez qu'il y a beaucoup plus de points de diffraction ici que dans le diffractogramme calculé à partir de l'image EM ci-dessus. La diffraction s'étend jusqu'à 12 ordres dans la direction 15 Å et 20 ordres dans la direction perpendiculaire. Ainsi, la résolution du motif ED est de 1,25 Å (15/12 ou 25/20). Les modèles ED ne contiennent pas d'informations de phase, mais les différences nettes entre les intensités des points de diffraction peuvent être utilisées dans la détermination de la structure cristalline.

## Application aux matériaux inorganiques
Des études cristallographiques électroniques sur des cristaux inorganiques à l'aide d'images de microscopie électronique en transmission à haute résolution (HREM) ont été réalisées pour la première fois par Aaron Klug en 1978 et par Sven Hovmöller et ses collègues en 1984. Les images HREM ont été utilisées car elles permettent de sélectionner de façon logicielle uniquement les régions très fines proches du bord du cristal pour l'analyse de structure (cf. Traitement d'image cristallographique (en)). Cela revêt une importance cruciale car, dans les parties les plus épaisses du cristal, la fonction d'onde de sortie (en) qui transporte les informations sur l'intensité et la position des colonnes d'atomes projetées, n'est plus linéairement liée à la structure cristalline projetée. De plus, non seulement les images à haute résolution en transmission électronique changent d'apparence avec l'augmentation de l'épaisseur des cristaux, mais elles sont également très sensibles au réglage choisi pour la défocalisation de l'objectif (Δf). Pour aborder cette complexité, des méthodes basées sur l'algorithme multi-coupes de Cowley-Moodie et la théorie de l'imagerie non linéaire ont été développées pour simuler des images, ce qui n'a été rendu possible, et la théorie de l'imagerie non linéaire ont été développées pour simuler des images ; cela n'est devenu possible qu'après le développement de la méthode FFT (Transformée de Fourier rapide).
Un sérieux malentendu dans le domaine de la microscopie électronique des composés inorganiques gênait la compréhension des études. En effet, tandis que certains ont affirmé que « les informations de phase sont présentes dans les images EM », d'autres au contraire prétendaient que ces informations sont perdues. La raison de la différence de ces points de vue est que le mot « phase » a été utilisé de façons significativement différentes par les physiciens et les cristallographes. Les physiciens s'attachent davantage à la « phase de l'onde électronique » — phase d'une onde se déplaçant à travers l'échantillon pendant l'exposition aux électrons. D'une longueur d'environ 0,02 à 0,03 Å (en fonction de la tension d'accélération du microscope électronique), cette onde a une phase corrélée à la phase du faisceau d'électrons direct non diffracté. Les cristallographes, quant à eux, entendaient « phase de facteur de structure cristallographique » qui est la phase des ondes stationnaires de potentiel dans le cristal (très similaire à la densité électronique mesurée en cristallographie aux rayons X). Chaque onde possède une longueur d'onde spécifique, notée d, qui représente la distance entre les plans de Bragg associés à des potentiels faibles ou élevés. Ces valeurs d vont des dimensions de la cellule unitaire jusqu'à la limite de résolution du microscope électronique, c'est-à-dire généralement de 10 ou 20 Å jusqu'à 1 ou 2 Å. Les phases cristallographiques sont liées à un point fixe du cristal, défini par rapport à ses éléments de symétrie. Elles sont une propriété intrinsèque du cristal et existent en dehors du microscope électronique. Contrairement aux ondes électroniques, qui disparaissent lorsque le microscope est éteint, les phases cristallographiques persistent indépendamment de l'instrumentation utilisée. Pour déterminer une structure cristalline, il est nécessaire de connaître les facteurs de structure cristallographique, mais pas les phases des ondes électroniques. Une discussion plus détaillée sur la façon dont les phases (facteur de structure cristallographique) sont liées aux phases de l'onde électronique peut être trouvée dans.
Tout comme pour les protéines, il a été possible de déterminer les structures atomiques de cristaux inorganiques par microscopie électronique à transmission (MET). Pour des structures plus simples, trois vues perpendiculaires peuvent suffire, mais pour des structures plus complexes, il peut également être nécessaire d'utiliser des projections sur dix diagonales différentes ou plus.
On peut aussi utiliser des diagrammes de diffraction électronique (ED) pour déterminer une structure cristalline, en complément de la microscopie électronique,. Un soin particulier doit être pris lors de l'enregistrement de ces motifs de diffraction à partir des zones les plus minces afin de préserver la plupart des variations d'intensité liées à la structure entre les réflexions (conditions de diffraction quasi-cinématiques). Tout comme pour les diagrammes de diffraction des rayons X, les phases cruciales du facteur de structure cristallographique sont perdues dans les diagrammes de diffraction électronique et doivent être déterminées par des méthodes cristallographiques particulières telles que les méthodes directes, la maximisation de la vraisemblance ou (plus récemment) la méthode de retournement de phase. Par ailleurs, les motifs de diffraction électronique des cristaux inorganiques ont souvent une résolution élevée (en raison des espacements interplanaires avec des indices de Miller élevés) bien inférieure à 1 Ångström. Ceci est comparable à la résolution spatiale des meilleurs microscopes électroniques. Dans des conditions favorables, il est possible d'utiliser des données de diffraction électronique à partir d'une seule orientation pour en déterminer la structure cristalline complète. Une approche hybride peut être utilisée, combinant des images de microscopie électronique en transmission à haute résolution (HRTEM) pour la résolution et des intensités de diffraction électronique (ED) pour affiner la structure cristalline,.

Des progrès récents dans l'analyse de structure par ED ont été rendus possibles grâce à l'introduction de la technique de précession (en) de Vincent-Midgley pour l'enregistrement des diagrammes de diffraction électronique. Les intensités ainsi obtenues sont généralement beaucoup plus proches des intensités cinématiques,, de sorte que même les structures qui sont hors de portée peuvent être déterminées lors du traitement des données de diffraction électronique conventionnelles (zone sélectionnée),.

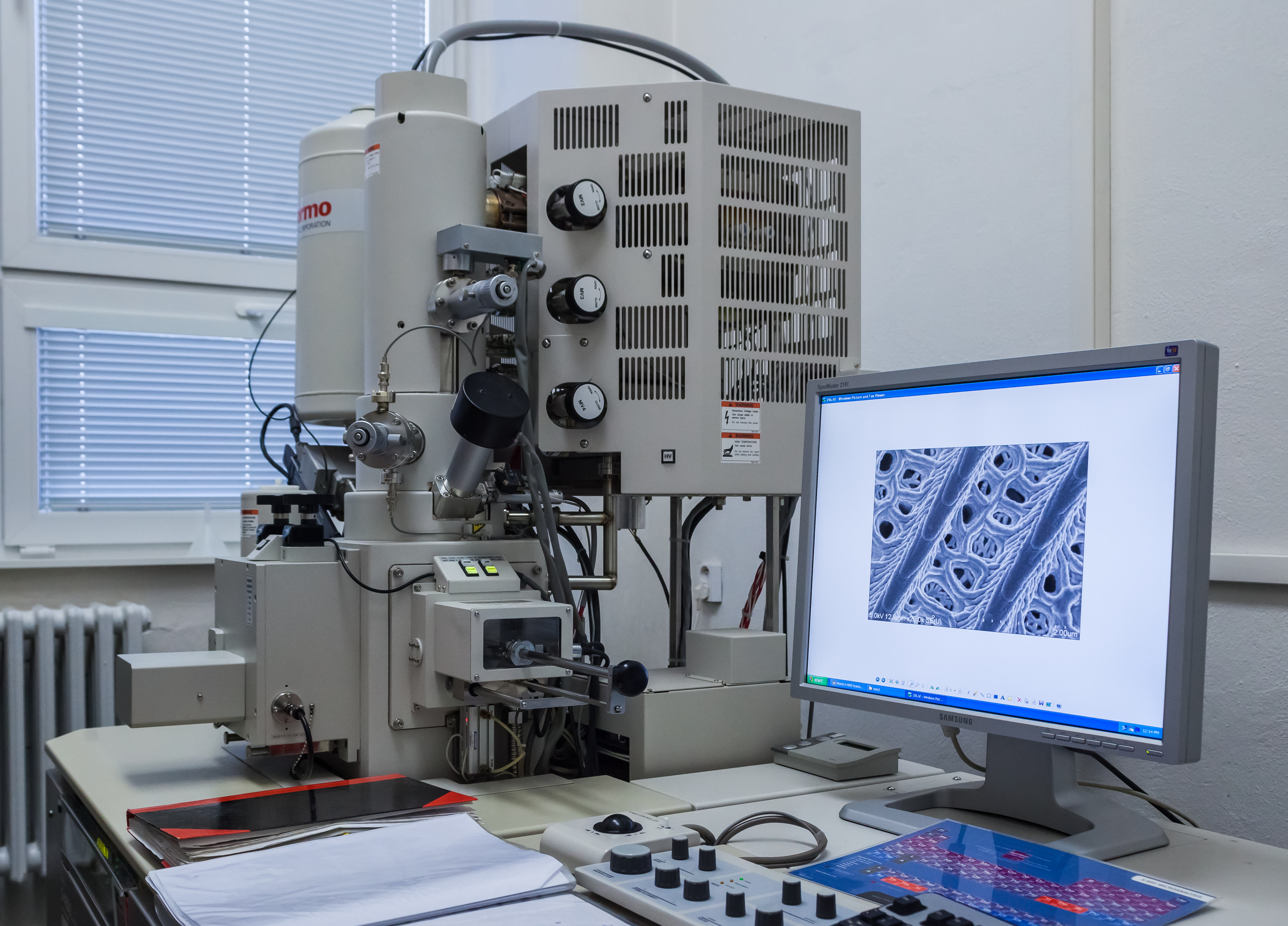
Institut de chimie physique de l'Académie tchèque des sciences ; Prague, Tchéquie (2020)

La qualité des structures cristallines déterminées par cristallographie électronique peut être vérifiée à l'aide de calculs de principes fondamentaux dans le cadre de la théorie de la fonctionnelle de la densité (DFT). Cette méthode a fonctionné pour aider à résoudre les structures de surface et pour la validation de plusieurs structures riches en métaux qui n'étaient accessibles que par HRTEM et ED.
En 2006 et 2007, deux structures de zéolithe très complexes ont été déterminées par cristallographie électronique combinée à la diffraction des rayons X sur poudre,. Celles-ci se sont révélées plus complexes que celles des structures zéolitiques les plus complexes déterminées par cristallographie aux rayons X.

### Lectures complémentaires
- (en) X. D. Zou, S. Hovmöller et P. Oleynikov, Electron Crystallography - Electron microscopy and Electron Diffraction". IUCr Texts on Crystallography 16, Oxford university press 2011, 346 p. (ISBN 978-0-19-958020-0)
- K. H. Downing, H. Meisheng, H.-R. Wenk et M. A. O'Keefe, « Resolution of oxygen atoms in staurolite by three-dimensional transmission electron microscopy », Nature, vol. 348, no 6301,‎ 1990, p. 525–528 (DOI 10.1038/348525a0, Bibcode 1990Natur.348..525D, S2CID 4340756)
- X.D. Zou et S. Hovmöller, « Electron crystallography: Imaging and Single Crystal Diffraction from Powders », Acta Crystallographica A, vol. 64, no Pt 1,‎ 2008, p. 149–160 (PMID 18156680, DOI 10.1107/S0108767307060084, Bibcode 2008AcCrA..64..149Z)
- (en) T. E. Weirich, X. D. Zou et J. L. Lábár, Electron Crystallography : Novel Approaches for Structure Determination of Nanosized Materials, Springer Netherlands, 2006 (ISBN 978-1-4020-3919-5)